# Gunnar Hellström
Gunnar Hellström (Sundsvall, 6 dicembre 1928 – Nynäshamn, 28 novembre 2001) è stato un attore, regista e sceneggiatore svedese.

## Filmografia parziale

### Attore
- La banda della città vecchia (Medan staden sover), regia di Lars-Eric Kjellgren (1950)
- Karin Månsdotter, regia di Alf Sjöberg (1954)
- Angeli alla sbarra (Domaren), regia di Alf Sjöberg (1960)
- Ritorno a Peyton Place (Return to Peyton Place), regia di José Ferrer (1961)
- Stöten, regia di Hasse Ekman (1961)
- La spirale del terrore (Nattmara), regia di Arne Mattsson (1965)
- Raskenstam, anche regista (1983)
- Zorn, anche regista (1994)

### Regista
Cinema
- Una piccola ragazza calda (Chans) (1962)
- Il mistero della bambola dalla testa mozzata (The Name of the Game Is Kill!) (1968)
- Raskenstam (1983)
- Zorn (1994)

Televisione
- Storie del vecchio West (Gunsmoke) - serie TV, 33 episodi (1967-1975)
- Mark ti amo (Mark, I Love You) - film TV (1980)

### Sceneggiatore
- Raskenstam (1983)
- Zorn (1994)